# Wolf-Dieter Ringguth

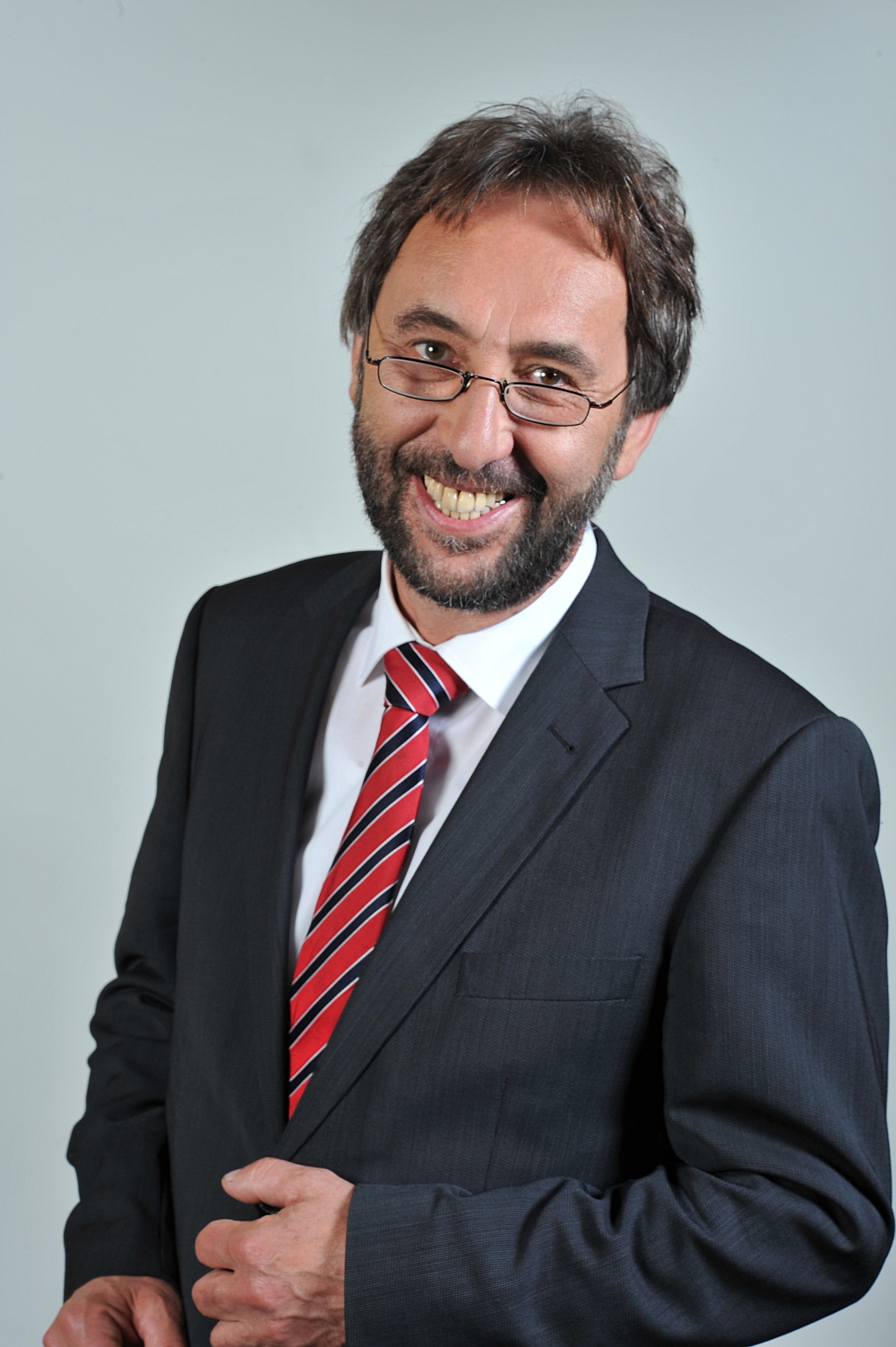
Wolf-Dieter Ringguth (2013)

Wolf-Dieter Ringguth (* 17. Juli 1958 in Gnoien) ist ein deutscher Politiker (CDU). Von 2002 bis 2016 war er Abgeordneter im Landtag von Mecklenburg-Vorpommern.

## Leben
Ringguth besuchte die Polytechnische Oberschule und absolvierte anschließend eine Berufsausbildung zum Instandhaltungsmechaniker. Vom Jahr 1977 leistete er bis 1979 den Grundwehrdienst bei der NVA ab und studierte anschließend Maschinenbau an der Ingenieurschule für Maschinenbau in Schwerin. Vom Jahr 1981 arbeitete er bis 1990 als Ingenieur in der Schiffswerft Rechlin. In Rechlin wurde er im Jahr 1990 für vier Jahre zum Bürgermeister gewählt. Anschließend arbeitete er bis 2002 als leitender Verwaltungsbeamter des Amtes Rechlin. Seit 2004 (mit einer Unterbrechung von 2009 bis 2013) ist er wieder Bürgermeister Rechlins.
Ringguth ist evangelisch, verheiratet und hat zwei Kinder.

## Politik
Ringguth blieb bis zum Jahr 1990 parteilos und schloss sich nach der Wiedervereinigung der SPD an. Nach seiner Tätigkeit als Bürgermeister wurde er 1994 Mitglied des Kreistages des Landkreises Müritz, wo er Vorsitzender des Wirtschaftsausschusses war. Im Jahr 1996 folgte der Austritt aus der SPD-Kreistagsfraktion und 1997 schließlich der Austritt aus der SPD. Von 1996 bis 1998 war er Vorsitzender der Unabhängigen Fraktion im Kreistag, anschließend schloss er sich der CDU-Kreistagsfraktion an, für die er stellvertretender Vorsitzender des Wirtschaftsausschusses wurde. Im Dezember 2000 trat er der CDU bei und seit dem Jahr 2001 ist Ringguth Vorsitzender der CDU-Kreistagsfraktion. Im Jahr 2004 wurde er erneut Bürgermeister der Gemeinde Rechlin. Bei der Landtagswahl 2002 wurde er in den Landtag von Mecklenburg-Vorpommern gewählt. Seit Oktober 2006 ist er Vorstandsmitglied der CDU-Landtagsfraktion und seit November 2006 stellvertretender Vorsitzender des Innenausschusses. Außerdem ist Ringguth Sprecher der CDU-Fraktion für Innenpolitik. Bei der Landtagswahl 2006 zog Ringguth über ein Direktmandat im Wahlkreis 20 – Müritz I in den Landtag ein, im Jahr 2011 nur mit der Zweitstimme. Im Februar 2009 wurde er Parlamentarischer Geschäftsführer der CDU-Fraktion. Nachdem er bei der Landtagswahl 2011 sein Direktmandat verlor und über die Landesliste ins Parlament einzog, musste er am 8. September zunächst das Amt des Geschäftsführers an Vincent Kokert abgeben. Nach dessen Wahl zum neuen Fraktionsvorsitzenden wurde Ringguth wieder Parlamentarischer Geschäftsführer.
Seit dem 21. Januar 2010 ist Wolf-Dieter Ringguth 2. Stellvertretender Vorsitzender des Verwaltungsrats der Müritz-Sparkasse.